# Знаменское (Башмаковский район)
Знаменское — село в Башмаковском районе Пензенской области России. Административный центр Знаменского сельсовета.

## География
Расположено в 17 км к северо-западу от районного центра посёлка Башмаково, на р. Буртас.

## Население
| 1864  | 1877  | 1897  | 1911  | 1926  | 1930  | 1959  |
| ----- | ----- | ----- | ----- | ----- | ----- | ----- |
| 3525  | ↘3432 | ↘2775 | ↗3251 | ↘3134 | ↗3282 | ↘2152 |
| 1979  | 1989  | 1996  | 2002  | 2010  |       |       |
| ↘1980 | ↘1674 | ↘1619 | ↘1321 | ↘1094 |       |       |

## История
Образовалось в результате слияния двух сел Знаменское (оно же Большой Буртас, основано в начале XVIII века, принадлежало князю В. Л. Долгорукову) и Архангельское (основано в 1712 г., принадлежало полковнику В. Ф. Салтыкову). До отмены крепостного права принадлежала графу М. Ю. Виельгорскому. В 1824 г. графом был основан конный завод. Советская власть установлена в 1918 г. На базе помещичьей экономии был создан совхоз «Красное знамя» (позже  племенной свиноводческий совхоз «Красное знамя»)..